# ريبوستو
ريبوستو (بالإيطالية: Riposto)‏ هي مدينة تقع في مقاطعة كاتانيا في صقلية في إيطاليا ويبلغ عدد سكانها 14764 نسمة.

## السكان
في سنة 1861 بلغ عدد السكان 6٬419 نسمة، وتطور العدد ليصل في سنة 2011 لـ 14٬181 نسمة.
يظهر هذا المخطط البياني تطور النمو السكاني لـ ريبوستو

## التاريخ
خلال الحقبة الفاشية أنضمت مدينة ريبوستو إلى مدينة جاري تحت اسم جونيا لكن انفصلتا مرة أخرى في عام 1945.

## الجغرافية
تقع المدينة على ساحل البحر الأيوني و تحدها ثلاث مدن هي أتشيريالي وجاري وماسكالي. وحسب القانون الإداري الإيطالي (فراتسيوني) تضم مدينة ريبوستو ستة مناطق هي التريلو,أرتشي ,كريوبا ,برايولا ,كوارتيلو وتوري أرجيرافي.

## أعلام
- ماوريزيو اناستاسي